# Yongpyong
Cet article concerne la station de sports d'hiver de la commune de Daegwallyeong. Pour la commune du district de Pyeongchang, voir Yongpyeong-myeon. Pour l'archipel, voir Yeonpyeong.
Yongpyong (용평리조트 en coréen, Yongpyeong en romanisation révisée) est une station de sports d'hiver de la Corée du Sud, à 200 km de Séoul, la capitale. Située dans la commune de  Daegwallyeong, district de Pyeongchang entre 700 et 1500 mètres d'altitude, elle permet de pratiquer le ski alpin, le ski nordique et le snowboard. Elle fut créée en 1975 et devint la première station de ski moderne en Corée. Certaines scènes de la série télévisée  « sonate d'hiver » ont été tournées dans la station.
Elle a accueilli à quatre reprises des courses de la Coupe du monde de ski alpin, en 1998, 2000, 2003 et 2006. Faisant partie du district de Pyeongchang, elle est incluse dans la candidature de cette ville pour l'organisation des Jeux olympiques d'hiver de 2010, 2014 et les accueille en 2018.

## Jeux olympiques de 2018
Pendant les Jeux olympiques et les Jeux paralympiques, Yongpyong accueillera les épreuves techniques de ski alpin, le slalom et le slalom géant. La station voisine d'Alpensia accueillera le ski nordique et les disciplines de glisse.

## Attractions aux alentours
- Musée Edison et du gramophone de Chamsori (à 25 min)
- Parc national d'Odaesan, dans lequel se trouvent le temple de Woljeongsa et le temple de Sangwonsa (à 25 min)